# Верхняя Любовша
Верхняя Любовша — село в Орловской области России, находится на территории Краснозоренского района и Краснозоренского сельского поселения.

## История
Впервые село Верхняя (Вышняя) Любовша (другое название — по церкви св. Великомученика и победоносца Георгия — Егорьевское) Ливенского уезда (с 1778 года — Орловского наместничества, с 1796 года — Орловской губернии) упоминается в 1615 году. Село Егорьевское под Богдановым лесом, верх Хмеленского колодезя на Верхней плоти; церковь страстотерпца Христова Егория. Церковь древяна, клетцки. Всё строение приходское. В селе дворы попов Ивана да Иосифа, да пономаря Прохора. Пашни паханой церковной доброй земли 5 чети, да дикого поля 15 чети …сена 60 копен, лес Богданов обще с разными помещиками. Сам же Ливенский уезд к этому времени был уже обильно населен и делился на четыре стана — Красный, Серболов, Затруцкий и Мокрецкий. Верхняя Любовша относилась к Красному стану, объединявшему два села, два погоста и шестнадцать деревень. К 1646 году число сёл (и соответственно — приходов) в Ливенском уезде возросло до семнадцати. В этот период село Егорьевское относится к Серболовскому стану. Сохранившееся до настоящего времени здание церкви во имя Святого Григория Богослова в селе Верхняя Любовша Краснозоренского района Орловской области имеет историко-архитектурное и духовное значение.

## Религия

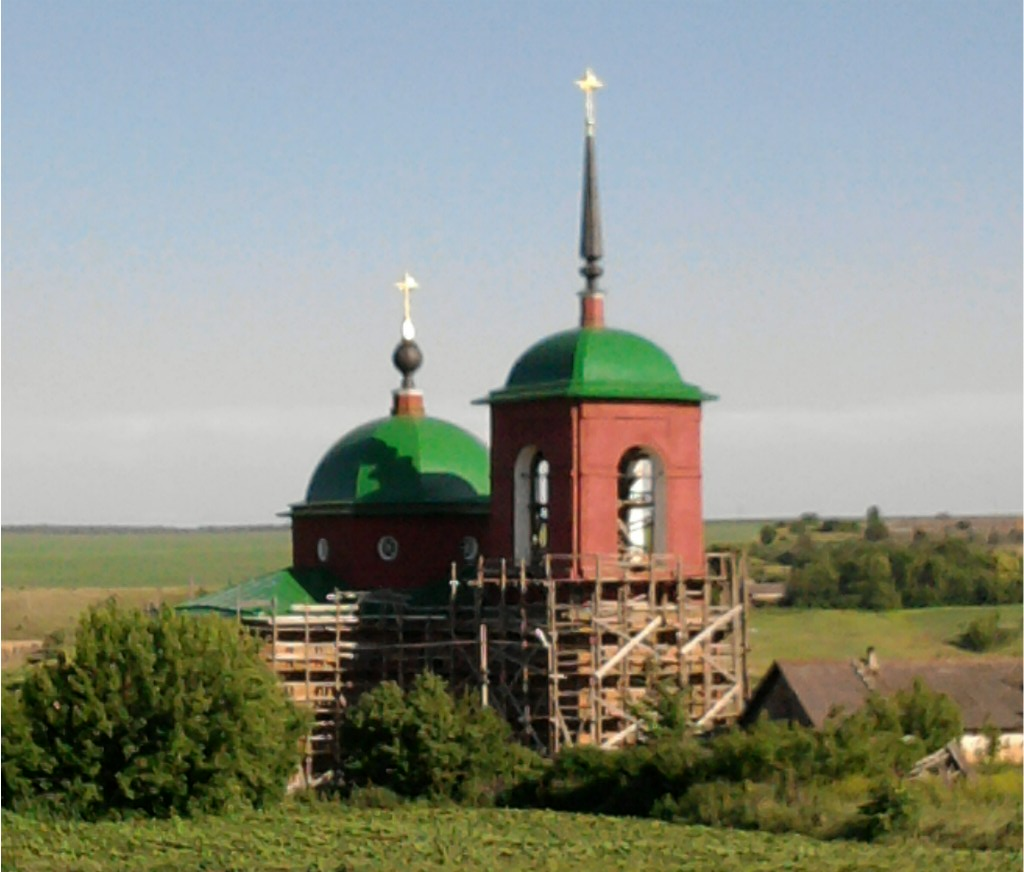
Храм Григория Богослова

Церковь построена и освящена в 1822 году местным помещиком, полковником Петром Иллариновичем Сафоновым. Вот какую запись оставил он по этому поводу в своём журнале: 14 мая 1822 года. «По милости Господней освящена церковь во имя Живоначальной Троицы и придел Святого Великомученика Егория благочинным протоиереем Иоанном Скрябиным. Слава милосердию Его ко мне грешному, благоволившему соорудить храм…» («Вседневный журнал покойного моего родителя Петра Иллариновича Сафонова, собственной его рукой писанный с 1780 года с июля 20 числа»). Одновременно с церковью был освящен «Святой колодезь», находящийся неподалеку, на окраине села Верхняя Любовша на высоком берегу реки Любовша.

### Создатель храма П. И. Сафонов
Пётр Илларинович родился 15 августа 1753 года. Военную службу проходил в Санкт-Петербурге и Смоленске. В 1800 году избирался предводителем орловского дворянства. Имел богатое потомство, о чём свидетельствует «Алфавит духовный, список относящийся к истории рода». Умер Пётр Илларионович в 1829 году октября 30 дня, похоронили его в этой церкви (церковь Григория Богослова) в пещерки который он приготовил для себя. Под алтарём в дальнейшем был фамильный склеп. После за церковью присматривал его сын Николай Петрович, который тоже был захоронен в храме. За захоронениями тщательно ухаживали, священников почитали особо. В надлежащем состоянии продолжал поддерживать храм и Петр Николаевич Сафонов — внук Петра Иллариновича. Об эт ом свидетельствует письмо последнему от Ерлампия — епископа Орловского и Севского от 30 ноября 1843 года: «Указом из Святейшего Правительствующего Синода от 10 сентября 1843 года за № 12156-м, предписано мне объявить Вам благословление Святейшего Синода за расписание на собственное Ваше иждивение, в приходской означенного села Вышней Любовши церкви, в алтаре настоящего храма, стен приличными иконами, покрытие наружных стен всей церкви, по обивке и вытерке красным кирпичом, розовою краской, а также исправление попортившихся карнизов, на что употреблена Вами сумма 286 рублей 50 копеек серебром». С 1898 года при храме действовала церковно-приходская школа. В начале 30-х годов XX века церковь была закрыта. В послевоенные годы здание храма служило зернохранилищем. С 1898 года при храме действовала церковно-приходская школа.

### Новое время
В начале 1930-х годов прошлого века церковь была закрыта. В послевоенные годы здание храма служило зернохранилищем.

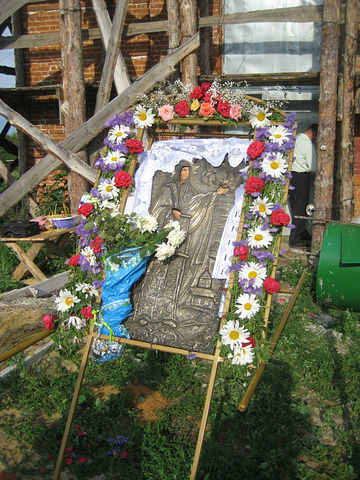
Боголюбская икона Божией Матери

Новейшая история храма началась в 2002 году, когда был создан приходской совет при храме. К 20 января 2003 года было получено благословение Архиепископа орловского и ливенского Паисия и оформлены все документы на храм Григория Богослова.
Икона Боголюбской Божией Матери, главная святыня храма, — единственная уцелевшая икона. Она 3 года пролежала в земле, а когда борьба с религией поутихла, местные жители носили её по домам для молитвы. Икона была выкуплена в 2004 году представителями приходского совета при участии местной администрации у частного лица.
В 2005-м храм вошёл в федеральную программу охраны памятников истории и культуры. Теперь эту государственную собственность восстанавливает предприятие «Межрегионреставрация» при поддержке прихожан (расчистка окрестностей храма, закрытие оконных и дверных проёмов, и т. д.).

### Интересный факт
В селе имеется свой праздник под названием «Боголюбское» (от Боголюбской Божьей Матери). Каждый год 31 июня в храме Григория Богослова проходит служба, после чего сельчане и другие люди несут икону Боголюбской Божьей Матери к колодцу («святому источнику»), где проходит освящение родника, потом люди испивают святую воду и заполняют тару. Вечером возле СДК проходит традиционное гуляние.

## Образование
На территории села находится 9-летняя Верхне-Любовшенская основная общеобразовательная школа имени Героя Советского Союза В. Г. Куликова.

## Памятные места
В Верхней Любовше имеется:
- обелиск, место гибели расчёта реактивной установки «Катюша»
- братская могила советских воинов, погибших в боях с фашистскими захватчиками.
- «Святой источник» Храма Григория Богослова
- Храм Григория Богослова

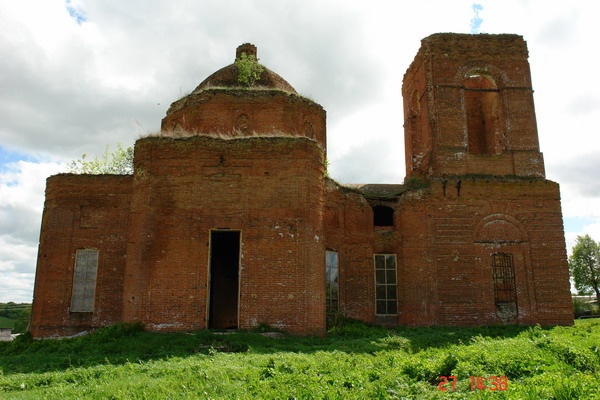
Храм до реставрации
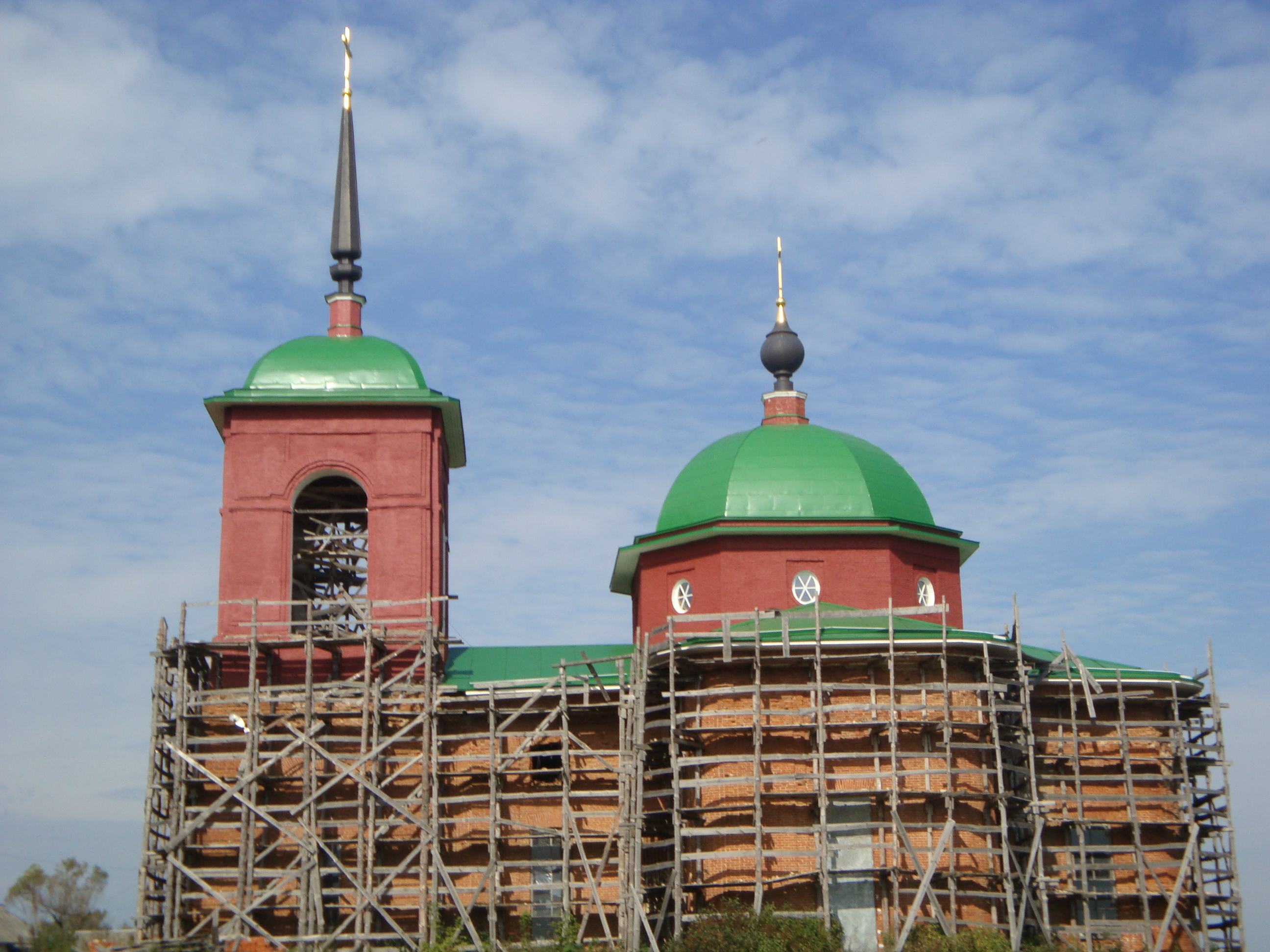
Ведутся работы по реставрации храма
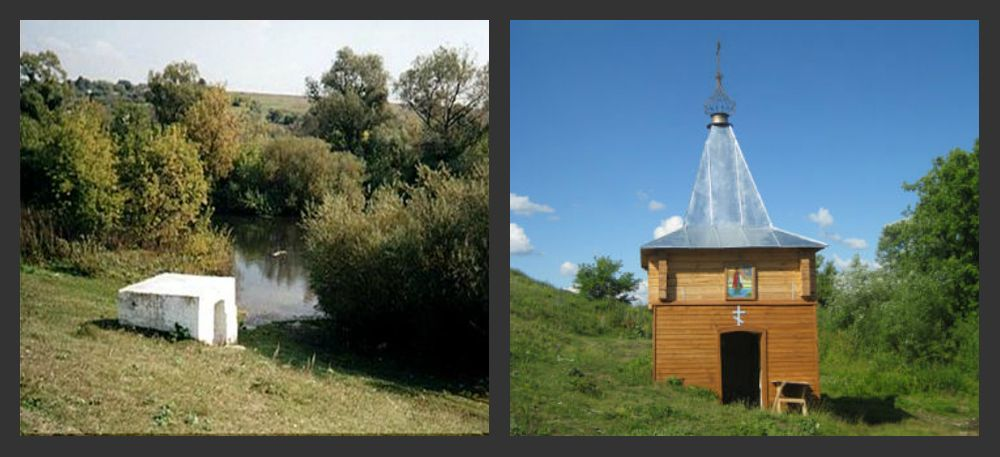
«Святой источник» до и после реставрации
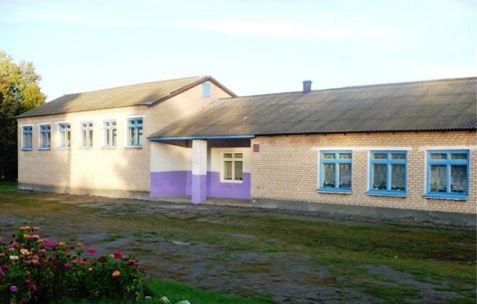
Школа имени В. Г. Куликова
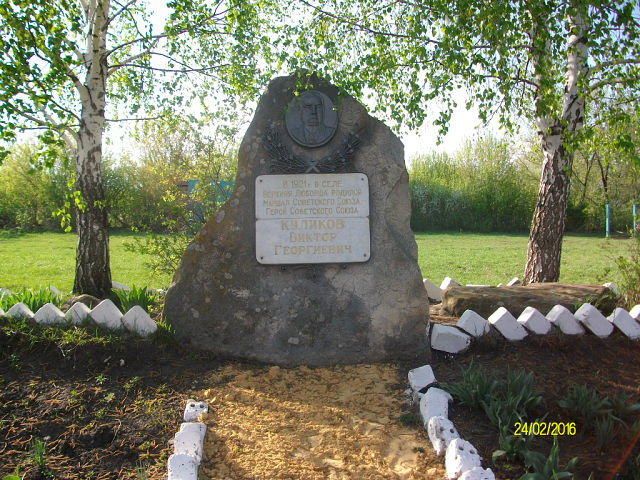
Памятник В. Г. Куликову возле Верхне-любовшенской школы
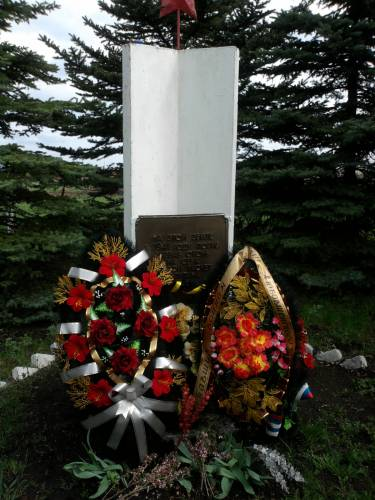
Обелиск
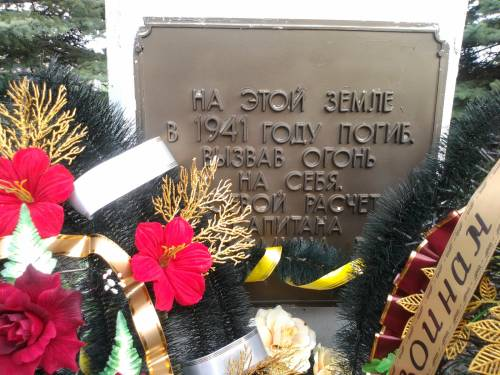
Обелиск

## Улицы
- Ботвиновская улица
- Запорожская улица
- Луговая улица
- Набережная улица
- улица Погореловка
- улица Сафонова

## Администрация
Глава сельского поселения Краснозоренское: Людмила Сергеевна Алдошина
Адрес администрации: 303650, Орловская область, Краснозоренский район, п. Красная Заря, ул. Советская, д. 4
Телефоны администрации: +7 (486 63) 2-15-56, факс: (486 63) 2-15-56